# Phloeotribus scarabaeoides
Phloeotribus scarabaeoides é uma espécie de insetos coleópteros polífagos pertencente à família Curculionidae.
A autoridade científica da espécie é Bernard, tendo sido descrita no ano de 1788.
Trata-se de uma espécie presente no território português.